# Nephodia partita
Nephodia partita là một loài bướm đêm trong họ Geometridae.